# Fenêtre de Theux
Pour les articles homonymes, voir Theux (homonymie).

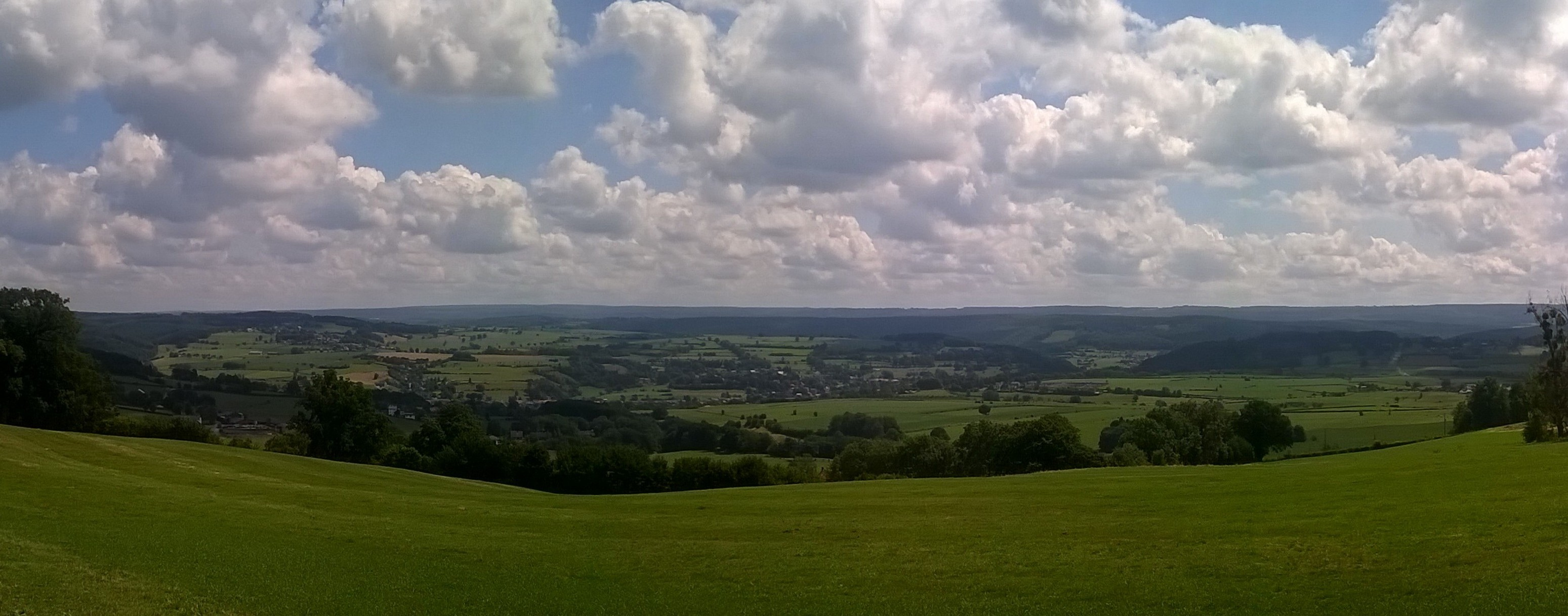
La fenêtre de Theux.

La fenêtre de Theux est une fenêtre géologique dont le nom provient de celui de la ville belge de Theux.

## Formation
Dans l'article La fenêtre de Theux : un conte géologique, publié le 4 juillet 2005 par le Syndicat d'initiative de Theux - Franchimont, on peut lire : 

« Il y a plus de 300 millions d'années, une rupture oblique intervient dans le manteau terrestre et la croûte ancienne entre les deux continents primitifs [la Laurussia et le Gondwana]. Ceux-ci tendent à se rapprocher, des poussées énormes vont s'exercer sur le fond et sur le pourtour de la mer. C'est le début du plissement hercynien. La mer se retire définitivement et les couches sédimentaires vont se plisser []. Une fracture presque horizontale se produit divisant l'épaisseur des couches plissées en deux parties superposées. La partie supérieure est alors charriée sur la partie inférieure. La fracture porte le nom de faille de charriage. L'érosion va faire son œuvre pendant 300 millions d'années [...] C'est par cette érosion que s'est découpée une fenêtre géologique. »

— Syndicat d'initiative de Theux - Franchimont
.

## Indices géomorphologiques
Dans les Annales de la Société géologique de Belgique figure un ouvrage de Franco Girolimetto intitulé Les indices géomorphologiques de grands traits structuraux dans la Fenêtre de Theux, accompagné du résumé suivant : « La structure géologique de la Fenêtre de Theux a laissé de nombreuses empreintes dans la morphologie dont une étude détaillée apporte des indications utiles sur la géologie de la région. Les indices géomorphologiques les plus remarquables sont les versants lithologiques, les linéaments et les dépressions subséquentes allongées. ».
Les versants lithologiques de la Fenêtre de Theux « présentent des limites très nettes, le plus souvent une convexité sommitale et une concavité basale entre lesquelles se développe une pente relativement constante. ». Concernant les failles transversales, Franco Girolimetto cite, entre autres, les failles de Sassor et la faille à l'est de La Reid. Dans la rubrique des linéaments sont indiqués le grand linéament du Vieux Spa et l'alignement de vallons à l'ouest de la Fenêtre de Theux. Quant aux dépressions allongées, elles « sont empruntées par des cours d'eau qui les ont d'ailleurs en partie façonnées. ».

## Site du Rocheux
Situé dans la Fenêtre de Theux, le site du Rocheux occupe des affleurements de dolomies et de calcaires tournaisiens. Ces affleurements sont limités vers le sud par la faille du Rocheux. Le site fut exploité pendant plusieurs siècles pour le minerai de zinc contenu dans les roches calcaires. Des centaines de milliers de tonnes en ont été extraites, en particulier au XIXe siècle. Les matériaux inutilisables furent répandus sur les terrains environnants, formant une « halde calaminaire ».
Le site recèle de nombreux minéraux : soufre, blende, galène, marcassite, etc. Après l'arrêt des activités industrielles, une flore très spéciale, formée d'espèces métallophytes, supportant la présence de métaux lourds, colonisa peu à peu le site.
Le site du Rocheux, réserve naturelle, a été menacé par le déversement d'immondices. La commune de Theux, avec l'accord de la Commission royale des monuments, sites et fouilles, de l'ASBL Ardenne et Gaume et des Naturalistes verviétois, a fait placer une clôture au-dessus du remblai.

## Sources
- Cet article est partiellement ou en totalité issu de l'article intitulé « Theux » (voir la liste des auteurs).